# Suliszewo (Dobra)
Suliszewo (Kolonia Dobra, kaszb. Żłób,  niem. Schwup) – nieoficjalny przysiółek wsi Dobra w Polsce, położony w województwie pomorskim, w powiecie słupskim, w gminie Dębnica Kaszubska.
W latach 1975–1998 miejscowość administracyjnie należała do województwa słupskiego.

## Nazwa
Nazwa miejscowości jest tzw. chrztem nazewniczym i ma charakter pseudodzierżawczy. Powstała przez dodanie do nazwy osobowej Sulisz (Sulimir) formantu -ewo. Pierwotna niemiecka nazwa Schwup ma pochodzenie słowiańskie, a co do jej charakteru wysunięto następujące hipotezy etymologiczne:
- nazwa kulturowa wyprowadzona od pomorskiej nazwy pospolitej kontynuującej psł. *želbъ „żłób, koryto”,
- nazwa topograficzna wyprowadzona od pomorskiej nazwy pospolitej kontynuującej psł. *želbъ „wyżłobienie w ziemi, dolina, żleb”,
- nazwa topograficzna wyprowadzona od pomorskiej nazwy pospolitej kontynuującej psł. *stъlpъ „słup”[4].

Rada Języka Kaszubskiego proponuje opartą na polskiej kaszubską formę nazwy Sulëszewò.